# Tillandsia tomekii
Tillandsia tomekii är en gräsväxtart som beskrevs av Lieselotte Hromadnik. Tillandsia tomekii ingår i släktet Tillandsia och familjen Bromeliaceae. Inga underarter finns listade i Catalogue of Life.